# IG Port
Az IG Port (株式会社IGポート; Kabusikigaisa Ai Dzsí Póto; Hepburn: Kabushikigaisha Ai Jī Pōto) japán holdingcég, amely 2007. december 1-jén jött létre a Production I.G animestúdió és a Mag Garden mangakiadó egyesülésével.
A Mag Garden a Production I.G-ba való beolvadását 2004. július 4-én jelentették be. Az eredeti cég, a Production I.G az egyesülés előtt egy hónappal holdingcéggé alakult át. A vállalat a névváltás mellett átruházta az egykori feladatait az újonnan létrehozott Production I.G leányvállalatra. Egy hónappal később a Mag Gardennel való egyesülés után az IG Port az „új” Production I.G, a Xebec és Mag Garden anyavállalata lett.
2012 júniusában a Production I.G egykori producerei az IG Port leányvállalataként megalapították a Wit Studio animestúdiót. Az IG Port 2014-ben bejelentette a SIGNAL.MD névre keresztelt új animedivíziójának megalapítását, melynek első számú feladata digitális animációhoz és okoseszközökhöz való technológiák fejlesztése. Ezek mellett a gyermekek és családok részére szánt animációk alapjait is a stúdió fektette le (köztük a Pokémon 7. - Deoxys végzete, a Pokémon Best Wishes! Victini to siroki eijú Reshiram és Victini to kuroki eijú Zekrom és a Pokémon: The Origin). A SIGNAL.MD elnöke Morisita Kacudzsi, a Production I.G igazgatósági tagja.